# Cis rufus
Cis rufus es una especie de coleóptero de la familia Ciidae.

## Distribución geográfica
Habita en Chile.